# Rybák amazonský
Rybák amazonský (Sternula superciliaris) je malý jihoamerický druh rybáka z rodu Sternula.

## Popis
Rybák amazonský se podobá ostatním malým rybákům rodu Sternula, zvláště rybáku malému. Liší se od něj šedým zbarvením spodiny, kostřece a svrchních ocasních krovek, rovněž zobák je celý žlutý. Nohy žluté.

## Rozšíření
Hnízdí v Jižní Americe na pobřeží a podél velkých řek východně od And od Kolumbie a Venezuely na jih po Uruguay a východní Argentinu. Z větší části je zřejmě stálý. Celosvětová populace se odhaduje na 25 až 100 tisíc jedinců.